# Popeluchy (stacja kolejowa)
Popeluchy (ukr. Попелюхи) – stacja kolejowa w miejscowości Popeluchy, w rejonie tulczyńskim, w obwodzie winnickim, na Ukrainie. Położona jest na linii Żmerynka – Odessa.

## Historia
Stacja powstała w XIX w. na kolei odesko-kijowskiej, pomiędzy stacjami Kodyma i Rudnycia.

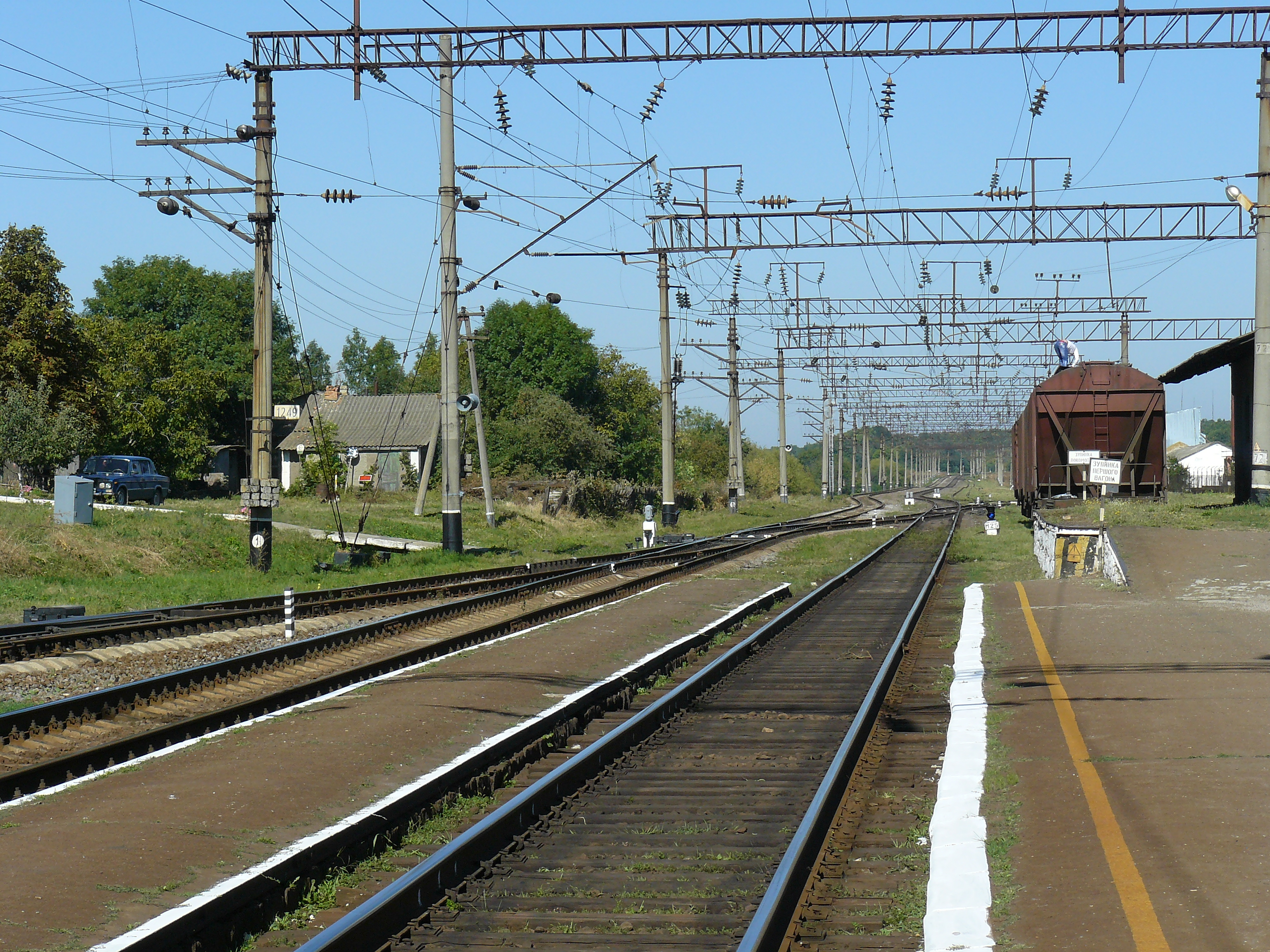
perony; widok w kierunku Żmerynki